# Terrain Gallery
Terrain Gallery (сокр. Terrain) — художественная галерея с образовательным центром на Манхэттене в Нью-Йорке.
С момента своего открытия галерея представляет выставки современной живописи, гравюр, рисунков и фотографий. Девизом галереи является выражение Эли Сигела: «В действительности противоположности едины; искусство показывает это» («In reality opposites are one; art shows this»).

## История
Под руководством художницы Дороти Майерс (в замужестве Коппельман) Terrain Gallery открылась 26 февраля 1955 года и была благосклонно принята прессой и художественными критиками. С самого начала галерея стала одновременно выставочным пространством для современного искусства и культурным центром с «живым и нетрадиционным подходом к эстетическим вопросам», где художники, ученые и широкая публика могли узнать и обсудить принципы эстетического реализма. Дороти и её муж Хаим Коппельман, выступавший в качестве куратора, провели первые выставки, которые включали работы Роя Лихтенштейна, Класа Ольденбурга, Алекса Каца, Эда Рейнхардта, Леонарда Баскина, Уилла Барнета и других художников.
Позже здесь были проведены выставки самих Дороти и Хаима Коппельман, Ларри Риверса, Роберта Блэкберна, Ханса Намута, Андре Кертеса, Марка Ди Суверо, Ричарда Анушкевича, Ричарда Артшвагера, Джима Дайна, Элен де Кунинг, Стива Полески. Также на этой площадке представляли свои работы музыканты, фотографы, оптические художники.
Первоначально галерея Terrain находилась на улице 20 West 16th Street, в 1964 году она переехала на 39 Grove Street в квартале Гринвич-Виллидж Нижнего Манхэттена, где продолжала проводить художественные выставки и презентации «Aesthetic Realism». В 1973 году Terrain Gallery переместилась на первый этаж здания фонда Aesthetic Realism Foundation, расположенного в Сохо на 141 Greene Street. На этом месте также продолжилась выставочная деятельность, в которую вошли экспозиции «Big and Small» («Art shows that nothing, however small, is without largeness and meaning») и «The Arts, They’re Here!: Ten Arts and the Opposites», включавшие музыкальные и архитектурные произведения.
В 1984 году галерея открыла новую серию еженедельных бесплатных встреч и бесед под названием «Art Answers the Questions of Your Life». Сводный обзор этой серии из более чем 175 докладов об искусстве разных жанров и периодов был представлен соруководителями Terrain Gallery Дороти Коппельман (Dorothy Koppelman) и Кэрри Уилсон (Carrie Wilson)на 31-м всемирном конгрессе International Society for Education through Art, состоявшемся в Teachers College Колумбийского университета в 2003 году.

В 2005 году в Terrain Gallery прошла торжественная выставка, посвященная 50-летию галереи, в которой были представлены работы 52 художников, часть из них рассказали, как эстетический реализм Эли Сигела повлиял на их произведения. Дороти и Хаим Коппельман спустя несколько лет после своей выставки в Terrain Gallery в 1962 году также вместе экспонировались в Нью-Йоркском музее современного искусства на выставке «Recent Painting USA: The Figure». Мемориальная выставка Хаима Коппельмана 2010 года включала картины, гравюры и пастели художника за шесть десятилетий его творчества.
Галерея Terrain отличается от других художественных галерей собственным стилем. Здесь проводились значимые экспозиции «Abstract and Concrete», «Depth and Surface», «Logic and Emotion» и «Rest and Motion». С момента открытия в 1955 году в галерее открылся Seurat Art Club, где работающие художники рассказывали об актуальности теории противоположностей Сигеля для современного искусства. В Terrain Gallery также проводятся поэтические чтения и дискуссии в клубе George Saintsbury Poetry Club. Регулярно галереей издаваются книги о современном искусстве.